# Hưng Mỹ, Hưng Nguyên
Hưng Mỹ là một xã thuộc huyện Hưng Nguyên, tỉnh Nghệ An, Việt Nam.
Xã Hưng Mỹ có diện tích 5,11 km², dân số năm 1999 là 4.148 người, mật độ dân số đạt 812 người/km².

## Hành chính
- Xã Hưng Mỹ gồm các thôn: Mỹ Giang(xóm 1,2 cũ );Mỹ Thanh (xóm 3,4A,4B cũ);Mỹ Thịnh (xóm 5A,5B cũ);Mỹ Thượng(xóm 6,7,8,9 cũ )